# ۹۵۳ (میلادی)
۹۵۳ (میلادی) نهصد و پنجاه و سومین سال تقویم میلادی است.

## درگذشتگان
‎